# Elżbieta Dernałowicz-Malarczyk
Elżbieta Anna Dernałowicz-Malarczyk – polska biolog, profesor nauk biologicznych.

## Życiorys
W 1990 habilitowała się na podstawie pracy zatytułowanej Transformacje metoksyfenolowych pochodnych kwasów benzoesowego u Nocardia. W 2001 uzyskała tytuł profesora nauk biologicznych. Pracowała w Zakładzie Biochemii na Wydziale Biologii i Nauk o Ziemi Uniwersytetu Marii Curie-Skłodowskiej.

## Odznaczenia
- Krzyż Kawalerski Orderu Odrodzenia Polski (1996)[4]
- Medal „Zasłużony dla Miasta Lublin”[2]